# Ricardo Alexandre Ferreira
Ricardo Alexandre Ferreira (Frutal-MG, 02 de março de 1976) é um historiador e professor universitário brasileiro. 
Suas atuais pesquisas se concentram na intersecção entre a escravidão africana e a construção do Estado Moderno, na Europa. 

## Carreira acadêmica
Ferreira se graduou em 2000 pela Unesp, campus Franca, onde também concluiu o seu mestrado, em 2003, sob a orientação de Horacio Gutiérrez, com o trabalho intitulado "Escravidão, criminalidade e cotidiano", e se doutorou, em 2006, quando, sob a tutela do mesmo orientador, escreveu a tese "Crimes em comum". Em fevereiro de 2018, recebeu o título de Livre-Docente em História Moderna, com a defesa da tese "O súdito criminoso". É líder do grupo de pesquisa Leviatã e o Cativeiro (CNPq) - https://leviataeocativeiro.com.br/

## Carreira literária
Além de ser autor de textos científicos publicados por editoras e revistas científicas europeias e latino-americanas, Ferreira publicou as obras “Senhores de poucos escravos” (2005), “Crimes em comum: escravidão e liberdade sob a pena do Estado imperial brasileiro” (2011), ambos pela Editora Unesp, e, em 2012 e em 2020 (edição revista), com o também historiador Jean Marcel Carvalho França, a obra Três Vezes Zumbi, na qual problematiza o caráter tão difundido de "defensor dos oprimidos" do líder quilombola, afirmando que tal é apenas uma das construções históricas sobre ele produzidas ao longo dos séculos.

## Obras publicadas
- Senhores de poucos escravos: cativeiro e criminalidade num ambiente rural, 1830-1888 (2005)[4]
- Antropologia Cultural: um itinerário para futuros professores de História (2009)
- Leituras do Passado (Org.) (2009)
- As Áfricas e o Ensino de História no Brasil: construções de identidades afro-brasileiras durante o escravismo moderno (2010)
- Crimes em comum: escravidão e liberdade sob a pena do Estado Imperial brasileiro (2011)[5]
- Do outono da Idade Média à construção do mundo moderno (2012)
- Três vezes Zumbi: a construção de um herói brasileiro (com Jean Marcel Carvalho França) (2012)[6]. Edição revista (2020)[2].

1. ↑  Currículo Lattes do autor
2. 1 2  EdUFSCar. «Três vezes Zumbi: a construção de um herói brasileiro»
3. ↑  Historiadores da Unesp discutem construção do herói Zumbi dos Palmares[ligação inativa]
4. ↑  https://itunes.apple.com/br/book/senhores-de-poucos-escravos/id627442790?mt=11
5. ↑  https://itunes.apple.com/br/book/crimes-em-comum/id627426498?mt=11
6. ↑  http://www.editora3estrelas.com.br/catalogo/livros/7153-tres-vezes-zumbi.shtml

- Etíope resgatado, empenhado, sustentado, corrigido, instruído e libertado, por Manuel Ribeiro Rocha. (Edição crítica) (com Jean Marcel Carvalho França ) (2017)[1]
- Frutas do Brasil numa nova e ascética monarquia, consagrada à Santíssima Senhora do Rosário por António do Rosário (Edição crítica). (2021)[2][3]